# Joan Escoda
Joan Escoda Codorniu (Tortosa (Tarragona), 1977) es un meteorólogo y presentador español.

## Trayectoria
Desde muy pequeño reside en Barcelona. Es licenciado en Ciencias Físicas en la Universidad de Barcelona. Su curiosidad por los fenómenos atmosféricos le llevó en 2001 a optar a una beca para el área de Meteorología de los Informativos de Televisión de Cataluña, donde estuvo entre los meses de marzo y septiembre. 
Tras los seis meses de formación y después de familiarizarse con el mundo audiovisual, en septiembre de 2001 comenzó a trabajar en Canal Méteo (Digital+). Formó parte del equipo de meteorólogos encargado del pronóstico del tiempo para distintas regatas nacionales e internacionales. Simultáneamente colabora con diferentes medios de comunicación, escribiendo artículos sobre meteorología para revistas náuticas y realizando crónicas para radios en Cataluña y Andorra.
Entre agosto y noviembre de 2005 se traslada a Madrid para trabajar en los Informativos de TVE, donde forma parte de la plantilla de presentadores del tiempo del Canal 24 horas. Finalizada esta etapa, regresa al Canal Méteo entre diciembre de 2005 y abril de 2006.
En mayo de 2006 comienza a trabajar en el área de Meteorología de Antena 3 Noticias, donde se encarga de conducir el tiempo los fines de semana hasta mayo de 2010, cuando el Grupo Antena 3 prescinde de sus servicios por motivos económicos.
En febrero de 2014 fue instructor de meteorología en el Senasa - Azans. Meses más tarde, en el mes de junio, fue colaborador de Navya. Al año siguiente, en julio de 2015, fue instructor de meteorología en la Federación Catalana de Vela y meteorólogo de regatas en la Regata 1000 Millas y en la Barcelona ORC World Championship. Año y medio después, en diciembre de 2016, fue meteorólogo de regatas en la 41st Christmas Race.
Entre sus aficiones destaca la fotografía. Ha organizado varias exposiciones y cuenta con un blog en el que cuelga parte de su trabajo.